# Honduras na Mistrzostwach Świata w Lekkoatletyce 2015
Honduras na Mistrzostwach Świata w Lekkoatletyce 2015 – reprezentacja Hondurasu podczas Mistrzostw Świata w Pekinie liczyła 1 zawodnika, który nie zdobył medalu.

## Występy reprezentantów Hondurasu
| Konkurencja            | Zawodnik         | Runda 1  | Runda 1 | Półfinał | Półfinał | Finał    | Finał   |
| Konkurencja            | Zawodnik         | Rezultat | Pozycja | Rezultat | Pozycja  | Rezultat | Pozycja |
| ---------------------- | ---------------- | -------- | ------- | -------- | -------- | -------- | ------- |
| Bieg na 200 m mężczyzn | Rolando Palacios | DSQ      | DSQ     | NQ       | NQ       | NQ       | NQ      |